# Су-27 Фланкер
Су-27 Фланкер — компьютерная игра в жанре реалистичного авиасимулятора, разработанная российской компанией Eagle Dynamics и выпущенная 10 ноября 1995 года. Является первой игрой в серии Фланкер
Последователями симулятора стали такие проекты компании, как «Су-27 Фланкер 2.0», «Су-27 Фланкер 2.5», «Lock On: Современная боевая авиация» , «Lock On: Горячие скалы», «Lock On: Горячие скалы 2» и «Digital Combat Simulator» .

## Игровой процесс
Игра отличалась высоким для 1995 года уровнем реализма и качественным воплощением лётной модели истребителя Су-27. Разработчиков консультировали специалисты КБ Сухой. «Су-27 Фланкер» получил хорошие оценки как от СМИ и игроков, так и от пилотов Су-27.
Действие игры происходит в современном Крыму. Игроку предстоит участвовать в воздушных боях в роли пилота Су-27. Противники управляются искусственным интеллектом. Игрок может как участвовать в уже созданных сценариях боёв, так и создавать собственные при помощи встроенного редактора.
Управление осуществляется при помощи клавиатуры, но поддерживается также и джойстик, который приближает игровой процесс к действительности.

### Редактор сценариев

Карта игры (выделена красным). Представляет собой полуостров Крым

Прежде чем приступить непосредственно к полёту, при помощи встроенного в игру редактора сценариев, пользователь создаёт свои собственные миссии, или же выбирает одну из уже созданных миссий на компакт-диске. Игроки могут загружать из Интернета готовые сценарии и обмениваться своими (каждый сценарий можно сохранить в отдельный файл с расширением .mis).
Редактирование сценария начинается с пустой карты Крыма, на которой размещены различные статичные, гражданские объекты (здания, дома, дороги и т. д.). Присутствует несколько взлётно-посадочных полос, которые существуют и в действительности — с одной из них можно взлететь, приступив к выполнению задания.
Пользователь может расставлять на созданной карте различные объекты или элементы ландшафта.

### Симуляция полёта
Когда миссия готова, пользователь загружает её, переходя в режим симулятора. Основной обзор ведётся от первого лица, из кабины истребителя. Можно переключаться и на другие ракурсы камеры. Камера может быть также расположена практически на любом объекте миссии.
Фокусировка на достоверной передаче особенностей управления самолёта заставила разработчиков пожертвовать некоторыми графическими эффектами. Графическая часть игры была существенно улучшена в последующем проекте — «Су-27 Фланкер 2.0».

## Документация
203-страничная документация к симулятору детально описывает принципы управления истребителем, системы вооружения, ведение боя, противовоздушную защиту.

## Дополненное издание игры
В 1997 году было выпущено дополненное издание игры — «Squadron Commander's Edition», которое включает в себя улучшенную версию симулятора, усовершенствованный искусственный интеллект врагов и генератор случайных заданий. Также комплектуется диском, который содержит более 150 игровых сценариев.